# 金在鉉
金 在鉉（キム・ジェヒョン、김재현、1926年7月2日 - 2013年11月18日）は大韓民国の軍人、政治家、実業家。最終階級は陸軍准将。駐日代表部公使、9代鉄道庁長官、3代関税庁長官。

## 経歴
大邱府出身。
1944年3月、啓聖中学卒業。1946年12月、警備士官学校卒業。（2期）
1948年、第4旅団司令部情報参謀。朝鮮戦争開戦後の1952年、陸軍歩兵学校を卒業し、第2軍団司令部情報参謀。
1957年7月、陸軍大学を卒業し、特務部隊長。1959年、第35師団長。
1960年3月、成均館大学大学院法学科修了。陸軍本部化学監、陸軍本部情報参謀課次長を歴任した。1961年より国防部合同捜査隊隊長であったが、5・16軍事クーデター直後、「整軍」の一環として同年7月3日に予備役編入となる。
8月ソウル新聞常務取締役、10月下旬に駐日代表部特別顧問。62年3月8日、駐日代表部公使に正式発令され、10日着任。のちのコリアゲート発覚後、金炯旭によればKCIA機関員であったとされる。
66年10月東洋通信常務取締役、1969年1月大韓浚渫公社社長。
1976年3月、鉄道庁長官、1978年12月、関税庁長官。
雙龍グループ（現STXグループ）副会長を経て雙龍、雙龍洋灰、高麗火災で各理事。